# Brohagen och Lillåkre
Brohagen och Lillåkre är en av SCB avgränsad och namnsatt småort i Gotlands kommun i Gotlands län. Den omfattar bebyggelse i grannbyarna Brohagen och Lillåkre i Barlingbo socken.